# Eleccions a les Juntes Generals del País Basc de 1999
Les eleccions a les Juntes Generals del País Basc de 1999 es van celebrar el 13 de juny de 1999, escollint als membres de les Juntes Generals d'Àlaba, de Guipúscoa i de Biscaia.
Al llarg de la mateixa jornada, es van celebrar també eleccions a la majoria dels Parlaments Autonòmics d'Espanya (amb excepció dels parlaments d'Euskadi, Galícia, Catalunya i Andalusia); als Cabildos Insulars canaris; als Consells Insulars de Balears; al Consell General d'Aran; i als concejos de Navarra; així com les eleccions municipals.

## Candidats
En la següent taula es mostren els candidats a les Juntes Generals del País Basc, per part de les formacions polítiques que comptaven amb representació abans de les eleccions:
| Lurralde i Diputat General en l'anterior legislatura | Candidats | Observacions |
| ---------------------------------------------------- | --- | --- |
| Àlaba Féliz Ormazabal (EAJ-PNV)                      | - PP: Ramón Rabanera - EAJ-PNV/EA: Félix Ormazabal - PSE-EE: Fernando Buesa Blanco - EH: Iñaki Usategi - UA: Javier Moraza - IU-EB: José Miguel Fernández | - El Partit Nacionalista Basc i Eusko Alkartasuna es presenten per primer cop en la candidatura conjunta EAJ-PNV/EA. - L'esquerra abertzale es presenta a les eleccions amb el nom d'Euskal Herritarrok. |
| Guipúscoa Román Sudupe (EAJ-PNV)                     | - EAJ-PNV/EA: Román Sudupe Olaizola - EH: Xabier Zubizarreta - PSE-EE: Guillermo Echenique - PP: Iñigo Manrique                                           | - El Partit Nacionalista Basc i Eusko Alkartasuna es presenten per primer cop en la candidatura conjunta EAJ-PNV/EA. - L'esquerra abertzale es presenta a les eleccions amb el nom d'Euskal Herritarrok. |
| Biscaia Josu Bergara Etxebarria (EAJ-PNV)            | - EAJ-PNV/EA: Josu Bergara Etxebarria - PP: Carlos Olazabal - PSE-EE: Josu Montalban - EH: Endika Garai - IU-EB: Angel Bao                                | - El Partit Nacionalista Basc i Eusko Alkartasuna es presenten per primer cop en la candidatura conjunta EAJ-PNV/EA. - L'esquerra abertzale es presenta a les eleccions amb el nom d'Euskal Herritarrok. |

## Resultats electorals
Per optar al repartiment d'escons en una circumscripció, la candidatura ha d'obtenir almenys el 3% dels vots vàlids emesos en aquesta circumscripció.
El Diputat General és elegit pels membres de les Juntes Generals un cop constituïdes (entre l'1 i el 25 de juny).
| ← Eleccions a les Juntes Generals del País Basc de 1999 →                                            | |            |         |        |        |     |
| Lurralde                                                                                             | Diputat general i govern | Partit     | Vots    | %      | Escons | +/- |
| Àlaba 51 procuradors - Aiara: 6 - Vitoria/Gazteiz: 39 - Zuia, Agurain, Añana, Kampezu i Laguardia: 6 | - Diputat general: Ramón Rabanera (PP) - Govern: PP (en minoria) - Cens: 243.388 - Abstenció: 86.664 (35,61%) - Nuls: 1.522 (0,97%) - En blanc: 2.500 (1,6%)                | PP         | 44.607  | 29,22% | 16     | 7   |
| Àlaba 51 procuradors - Aiara: 6 - Vitoria/Gazteiz: 39 - Zuia, Agurain, Añana, Kampezu i Laguardia: 6 | - Diputat general: Ramón Rabanera (PP) - Govern: PP (en minoria) - Cens: 243.388 - Abstenció: 86.664 (35,61%) - Nuls: 1.522 (0,97%) - En blanc: 2.500 (1,6%)                | EAJ-PNV/EA | 44.166  | 28,93% | 16     | 3a  |
| Àlaba 51 procuradors - Aiara: 6 - Vitoria/Gazteiz: 39 - Zuia, Agurain, Añana, Kampezu i Laguardia: 6 | - Diputat general: Ramón Rabanera (PP) - Govern: PP (en minoria) - Cens: 243.388 - Abstenció: 86.664 (35,61%) - Nuls: 1.522 (0,97%) - En blanc: 2.500 (1,6%)                | PSE-EE     | 26.122  | 17,11% | 9      | 2   |
| Àlaba 51 procuradors - Aiara: 6 - Vitoria/Gazteiz: 39 - Zuia, Agurain, Añana, Kampezu i Laguardia: 6 | - Diputat general: Ramón Rabanera (PP) - Govern: PP (en minoria) - Cens: 243.388 - Abstenció: 86.664 (35,61%) - Nuls: 1.522 (0,97%) - En blanc: 2.500 (1,6%)                | EH         | 21.154  | 13,86% | 6      | 2b  |
| Àlaba 51 procuradors - Aiara: 6 - Vitoria/Gazteiz: 39 - Zuia, Agurain, Añana, Kampezu i Laguardia: 6 | - Diputat general: Ramón Rabanera (PP) - Govern: PP (en minoria) - Cens: 243.388 - Abstenció: 86.664 (35,61%) - Nuls: 1.522 (0,97%) - En blanc: 2.500 (1,6%)                | UA         | 9.448   | 6,19%  | 2      | 7   |
| Àlaba 51 procuradors - Aiara: 6 - Vitoria/Gazteiz: 39 - Zuia, Agurain, Añana, Kampezu i Laguardia: 6 | - Diputat general: Ramón Rabanera (PP) - Govern: PP (en minoria) - Cens: 243.388 - Abstenció: 86.664 (35,61%) - Nuls: 1.522 (0,97%) - En blanc: 2.500 (1,6%)                | IU-EB      | 7.181   | 4,7%   | 2      | 1   |
| Guipúscoa 51 junteros - Bidasoa-Oiartzun: 11 - Deba-Urola: 14 - Donostialdea: 17 - Oria: 9           | - Diputat general: Román Sudupe (EAJ-PNV) - Govern: EAJ-PNV i EA (en minoria) - Cens: 583.327 - Abstenció: 199.001 (34,11%) - Nuls: 3.997 (1,04%) - En blanc: 5.895 (1,53%) | EAJ-PNV/EA | 130.031 | 34,73% | 19     | 3a  |
| Guipúscoa 51 junteros - Bidasoa-Oiartzun: 11 - Deba-Urola: 14 - Donostialdea: 17 - Oria: 9           | - Diputat general: Román Sudupe (EAJ-PNV) - Govern: EAJ-PNV i EA (en minoria) - Cens: 583.327 - Abstenció: 199.001 (34,11%) - Nuls: 3.997 (1,04%) - En blanc: 5.895 (1,53%) | EH         | 105.033 | 28,05% | 14     | 3b  |
| Guipúscoa 51 junteros - Bidasoa-Oiartzun: 11 - Deba-Urola: 14 - Donostialdea: 17 - Oria: 9           | - Diputat general: Román Sudupe (EAJ-PNV) - Govern: EAJ-PNV i EA (en minoria) - Cens: 583.327 - Abstenció: 199.001 (34,11%) - Nuls: 3.997 (1,04%) - En blanc: 5.895 (1,53%) | PSE-EE     | 68.173  | 18,21% | 10     | 1   |
| Guipúscoa 51 junteros - Bidasoa-Oiartzun: 11 - Deba-Urola: 14 - Donostialdea: 17 - Oria: 9           | - Diputat general: Román Sudupe (EAJ-PNV) - Govern: EAJ-PNV i EA (en minoria) - Cens: 583.327 - Abstenció: 199.001 (34,11%) - Nuls: 3.997 (1,04%) - En blanc: 5.895 (1,53%) | PP         | 55.029  | 14,7%  | 8      | 1   |
| Guipúscoa 51 junteros - Bidasoa-Oiartzun: 11 - Deba-Urola: 14 - Donostialdea: 17 - Oria: 9           | - Diputat general: Román Sudupe (EAJ-PNV) - Govern: EAJ-PNV i EA (en minoria) - Cens: 583.327 - Abstenció: 199.001 (34,11%) - Nuls: 3.997 (1,04%) - En blanc: 5.895 (1,53%) | IU-EB      | 13.639  | 3,64%  | 0      | 2   |
| Biscaia 51 apoderats - Bilbao: 16 - Busturia-Uribe: 12 - Durango-Arratia: 9 - Encartaciones: 14      | - Diputat general: Josu Bergara (EAJ-PNV) - Govern: EAJ-PNV i EA (en minoria) - Cens: 977.090 - Abstenció: 348.760 (35,69%) - Nuls: 5.398 (0,86%) - En blanc: 9.686 (1,54%) | EAJ-PNV/EA | 227.768 | 37,14% | 21     | =a  |
| Biscaia 51 apoderats - Bilbao: 16 - Busturia-Uribe: 12 - Durango-Arratia: 9 - Encartaciones: 14      | - Diputat general: Josu Bergara (EAJ-PNV) - Govern: EAJ-PNV i EA (en minoria) - Cens: 977.090 - Abstenció: 348.760 (35,69%) - Nuls: 5.398 (0,86%) - En blanc: 9.686 (1,54%) | PP         | 121.223 | 19,76% | 10     | 1   |
| Biscaia 51 apoderats - Bilbao: 16 - Busturia-Uribe: 12 - Durango-Arratia: 9 - Encartaciones: 14      | - Diputat general: Josu Bergara (EAJ-PNV) - Govern: EAJ-PNV i EA (en minoria) - Cens: 977.090 - Abstenció: 348.760 (35,69%) - Nuls: 5.398 (0,86%) - En blanc: 9.686 (1,54%) | PSE-EE     | 117.872 | 19,22% | 10     | =   |
| Biscaia 51 apoderats - Bilbao: 16 - Busturia-Uribe: 12 - Durango-Arratia: 9 - Encartaciones: 14      | - Diputat general: Josu Bergara (EAJ-PNV) - Govern: EAJ-PNV i EA (en minoria) - Cens: 977.090 - Abstenció: 348.760 (35,69%) - Nuls: 5.398 (0,86%) - En blanc: 9.686 (1,54%) | EH         | 102.341 | 16,69% | 9      | 4b  |
| Biscaia 51 apoderats - Bilbao: 16 - Busturia-Uribe: 12 - Durango-Arratia: 9 - Encartaciones: 14      | - Diputat general: Josu Bergara (EAJ-PNV) - Govern: EAJ-PNV i EA (en minoria) - Cens: 977.090 - Abstenció: 348.760 (35,69%) - Nuls: 5.398 (0,86%) - En blanc: 9.686 (1,54%) | IU-EB      | 32.705  | 5,33%  | 1      | 3   |
| Biscaia 51 apoderats - Bilbao: 16 - Busturia-Uribe: 12 - Durango-Arratia: 9 - Encartaciones: 14      | - Diputat general: Josu Bergara (EAJ-PNV) - Govern: EAJ-PNV i EA (en minoria) - Cens: 977.090 - Abstenció: 348.760 (35,69%) - Nuls: 5.398 (0,86%) - En blanc: 9.686 (1,54%) | ICV-EHE    | 8.243   | 1,34%  | 0      | 2   |

a Respecte dels resultats que obtingueren el PNB i EA per separat el 1995.

b Respecte dels resultats que obtingué Herri Batasuna el 1995.

## Resultats electorals per circumscripcions

### Àlaba
| ← Eleccions a les Juntes Generals d'Àlaba de 1999 →     | |            |        |        |             |     |
| Quadrilla                                               | Cens | Partit     | Vots   | %      | Procuradors | +/- |
| Aiara 6 procuradors                                     | - Cens: 28.569 - Votants: 20.343 (71,21%) - Abstenció: 8.226 (28,79%) - Nuls: 237 (1,17%) - Vàlids: 20.106 - Blancs: 313 (1,54%) - A candidatures: 19.795        | EAJ-PNV/EA | 7.933  | 40,08% | 3           | =a  |
| Aiara 6 procuradors                                     | - Cens: 28.569 - Votants: 20.343 (71,21%) - Abstenció: 8.226 (28,79%) - Nuls: 237 (1,17%) - Vàlids: 20.106 - Blancs: 313 (1,54%) - A candidatures: 19.795        | EH         | 4.530  | 22,88% | 1           | =b  |
| Aiara 6 procuradors                                     | - Cens: 28.569 - Votants: 20.343 (71,21%) - Abstenció: 8.226 (28,79%) - Nuls: 237 (1,17%) - Vàlids: 20.106 - Blancs: 313 (1,54%) - A candidatures: 19.795        | PP         | 3.846  | 19,43% | 1           | =   |
| Aiara 6 procuradors                                     | - Cens: 28.569 - Votants: 20.343 (71,21%) - Abstenció: 8.226 (28,79%) - Nuls: 237 (1,17%) - Vàlids: 20.106 - Blancs: 313 (1,54%) - A candidatures: 19.795        | PSE-EE     | 2.528  | 12,77% | 1           | =   |
| Aiara 6 procuradors                                     | - Cens: 28.569 - Votants: 20.343 (71,21%) - Abstenció: 8.226 (28,79%) - Nuls: 237 (1,17%) - Vàlids: 20.106 - Blancs: 313 (1,54%) - A candidatures: 19.795        | IU-EB      | 599    | 3,03%  | 0           | =   |
| Aiara 6 procuradors                                     | - Cens: 28.569 - Votants: 20.343 (71,21%) - Abstenció: 8.226 (28,79%) - Nuls: 237 (1,17%) - Vàlids: 20.106 - Blancs: 313 (1,54%) - A candidatures: 19.795        | UA         | 359    | 1,81%  | 0           | =   |
| Vitoria-Gasteiz 39 procuradors                          | - Cens: 184.110 - Votants: 114.009 (61,92%) - Abstenció: 70.101 (38,08%) - Nuls: 966 (0,85%) - Vàlids: 113.043 - Blancs: 1.836 (1,61%) - A candidatures: 111.182 | PP         | 35.225 | 31,68% | 13          | 6   |
| Vitoria-Gasteiz 39 procuradors                          | - Cens: 184.110 - Votants: 114.009 (61,92%) - Abstenció: 70.101 (38,08%) - Nuls: 966 (0,85%) - Vàlids: 113.043 - Blancs: 1.836 (1,61%) - A candidatures: 111.182 | EAJ-PNV/EA | 26.976 | 24,26% | 10          | 2a  |
| Vitoria-Gasteiz 39 procuradors                          | - Cens: 184.110 - Votants: 114.009 (61,92%) - Abstenció: 70.101 (38,08%) - Nuls: 966 (0,85%) - Vàlids: 113.043 - Blancs: 1.836 (1,61%) - A candidatures: 111.182 | PSE-EE     | 21.565 | 19,4%  | 8           | 2   |
| Vitoria-Gasteiz 39 procuradors                          | - Cens: 184.110 - Votants: 114.009 (61,92%) - Abstenció: 70.101 (38,08%) - Nuls: 966 (0,85%) - Vàlids: 113.043 - Blancs: 1.836 (1,61%) - A candidatures: 111.182 | EH         | 13.342 | 12%    | 4           | 1b  |
| Vitoria-Gasteiz 39 procuradors                          | - Cens: 184.110 - Votants: 114.009 (61,92%) - Abstenció: 70.101 (38,08%) - Nuls: 966 (0,85%) - Vàlids: 113.043 - Blancs: 1.836 (1,61%) - A candidatures: 111.182 | UA         | 8.074  | 7,26%  | 2           | 6   |
| Vitoria-Gasteiz 39 procuradors                          | - Cens: 184.110 - Votants: 114.009 (61,92%) - Abstenció: 70.101 (38,08%) - Nuls: 966 (0,85%) - Vàlids: 113.043 - Blancs: 1.836 (1,61%) - A candidatures: 111.182 | IU-EB      | 6.000  | 5,4%   | 2           | 1   |
| Zuia, Agurain, Añana, Kampezu i Laguardia 6 procuradors | - Cens: 30.709 - Votants: 22.372 (72,85%) - Abstenció: 8.337 (27,15%) - Nuls: 319 (1,43%) - Vàlids: 22.053 - Blancs: 351 (1,57%) - A candidatures: 21.701        | EAJ-PNV/EA | 9.257  | 42,66% | 3           | 1a  |
| Zuia, Agurain, Añana, Kampezu i Laguardia 6 procuradors | - Cens: 30.709 - Votants: 22.372 (72,85%) - Abstenció: 8.337 (27,15%) - Nuls: 319 (1,43%) - Vàlids: 22.053 - Blancs: 351 (1,57%) - A candidatures: 21.701        | PP         | 5.536  | 25,51% | 2           | 1   |
| Zuia, Agurain, Añana, Kampezu i Laguardia 6 procuradors | - Cens: 30.709 - Votants: 22.372 (72,85%) - Abstenció: 8.337 (27,15%) - Nuls: 319 (1,43%) - Vàlids: 22.053 - Blancs: 351 (1,57%) - A candidatures: 21.701        | EH         | 3.282  | 15,12% | 1           | 1b  |
| Zuia, Agurain, Añana, Kampezu i Laguardia 6 procuradors | - Cens: 30.709 - Votants: 22.372 (72,85%) - Abstenció: 8.337 (27,15%) - Nuls: 319 (1,43%) - Vàlids: 22.053 - Blancs: 351 (1,57%) - A candidatures: 21.701        | PSE-EE     | 2.029  | 9,35%  | 0           | =   |
| Zuia, Agurain, Añana, Kampezu i Laguardia 6 procuradors | - Cens: 30.709 - Votants: 22.372 (72,85%) - Abstenció: 8.337 (27,15%) - Nuls: 319 (1,43%) - Vàlids: 22.053 - Blancs: 351 (1,57%) - A candidatures: 21.701        | UA         | 1.015  | 4,68%  | 0           | 1   |
| Zuia, Agurain, Añana, Kampezu i Laguardia 6 procuradors | - Cens: 30.709 - Votants: 22.372 (72,85%) - Abstenció: 8.337 (27,15%) - Nuls: 319 (1,43%) - Vàlids: 22.053 - Blancs: 351 (1,57%) - A candidatures: 21.701        | IU-EB      | 582    | 2,68%  | 0           | =   |

a Respecte dels resultats que obtingueren el PNB i EA per separat en 1995.

b Respecte dels resultats que obtingué Herri Batasuna en 1995.

### Guipúscoa
| ← Eleccions a les Juntes Generals de Guipúscoa de 1999 → | |             |        |        |          |     |
| Comarques                                                | Cens | Partit      | Vots   | %      | Junteros | +/- |
| Bidasoa-Oiartzun 11 junteros                             | - Cens: 121.933 - Votants: 74.863 (61,4%) - Abstenció: 47.070 (38,6%) - Nuls: 742 (0,99%) - Vàlids: 74.121 - Blancs: 1.366 (1,82%) - A candidatures: 72.755        | EAJ-PNV/EA  | 21.081 | 28,98% | 3        | =a  |
| Bidasoa-Oiartzun 11 junteros                             | - Cens: 121.933 - Votants: 74.863 (61,4%) - Abstenció: 47.070 (38,6%) - Nuls: 742 (0,99%) - Vàlids: 74.121 - Blancs: 1.366 (1,82%) - A candidatures: 72.755        | EH          | 18.422 | 25,32% | 3        | 1b  |
| Bidasoa-Oiartzun 11 junteros                             | - Cens: 121.933 - Votants: 74.863 (61,4%) - Abstenció: 47.070 (38,6%) - Nuls: 742 (0,99%) - Vàlids: 74.121 - Blancs: 1.366 (1,82%) - A candidatures: 72.755        | PSE-EE      | 17.595 | 24,18% | 3        | =   |
| Bidasoa-Oiartzun 11 junteros                             | - Cens: 121.933 - Votants: 74.863 (61,4%) - Abstenció: 47.070 (38,6%) - Nuls: 742 (0,99%) - Vàlids: 74.121 - Blancs: 1.366 (1,82%) - A candidatures: 72.755        | PP          | 11.904 | 16,36% | 2        | =   |
| Bidasoa-Oiartzun 11 junteros                             | - Cens: 121.933 - Votants: 74.863 (61,4%) - Abstenció: 47.070 (38,6%) - Nuls: 742 (0,99%) - Vàlids: 74.121 - Blancs: 1.366 (1,82%) - A candidatures: 72.755        | EB-B        | 3.516  | 4,83%  | 0        | 1   |
| Bidasoa-Oiartzun 11 junteros                             | - Cens: 121.933 - Votants: 74.863 (61,4%) - Abstenció: 47.070 (38,6%) - Nuls: 742 (0,99%) - Vàlids: 74.121 - Blancs: 1.366 (1,82%) - A candidatures: 72.755        | Plazandreok | 237    | 0,33%  | 0        | =   |
| Deba-Urola 14 junteros                                   | - Cens: 156.852 - Votants: 110.494 (70,44%) - Abstenció: 46.358 (29,56%) - Nuls: 1.280 (1,16%) - Vàlids: 108.214 - Blancs: 1.155 (1,05%) - A candidatures: 108.059 | EAJ-PNV/EA  | 47.101 | 43,59% | 7        | 1a  |
| Deba-Urola 14 junteros                                   | - Cens: 156.852 - Votants: 110.494 (70,44%) - Abstenció: 46.358 (29,56%) - Nuls: 1.280 (1,16%) - Vàlids: 108.214 - Blancs: 1.155 (1,05%) - A candidatures: 108.059 | EH          | 33.414 | 30,92% | 4        | 1b  |
| Deba-Urola 14 junteros                                   | - Cens: 156.852 - Votants: 110.494 (70,44%) - Abstenció: 46.358 (29,56%) - Nuls: 1.280 (1,16%) - Vàlids: 108.214 - Blancs: 1.155 (1,05%) - A candidatures: 108.059 | PSE-EE      | 14.350 | 13,28% | 2        | =   |
| Deba-Urola 14 junteros                                   | - Cens: 156.852 - Votants: 110.494 (70,44%) - Abstenció: 46.358 (29,56%) - Nuls: 1.280 (1,16%) - Vàlids: 108.214 - Blancs: 1.155 (1,05%) - A candidatures: 108.059 | PP          | 10.035 | 9,29%  | 1        | =   |
| Deba-Urola 14 junteros                                   | - Cens: 156.852 - Votants: 110.494 (70,44%) - Abstenció: 46.358 (29,56%) - Nuls: 1.280 (1,16%) - Vàlids: 108.214 - Blancs: 1.155 (1,05%) - A candidatures: 108.059 | IU-EB       | 2.876  | 2,66%  | 0        | =   |
| Deba-Urola 14 junteros                                   | - Cens: 156.852 - Votants: 110.494 (70,44%) - Abstenció: 46.358 (29,56%) - Nuls: 1.280 (1,16%) - Vàlids: 108.214 - Blancs: 1.155 (1,05%) - A candidatures: 108.059 | Plazandreok | 283    | 0,26%  | 0        | =   |
| Donostialdea 17 junteros                                 | - Cens: 199.973 - Votants: 127.906 (63,96%) - Abstenció: 72.067 (36,04%) - Nuls: 692 (0,54%) - Vàlids: 127.214 - Blancs: 2.432 (1,9%) - A candidatures: 124.782    | EAJ-PNV/EA  | 34.945 | 28%    | 5        | 1a  |
| Donostialdea 17 junteros                                 | - Cens: 199.973 - Votants: 127.906 (63,96%) - Abstenció: 72.067 (36,04%) - Nuls: 692 (0,54%) - Vàlids: 127.214 - Blancs: 2.432 (1,9%) - A candidatures: 124.782    | EH          | 30.134 | 24,15% | 4        | 1b  |
| Donostialdea 17 junteros                                 | - Cens: 199.973 - Votants: 127.906 (63,96%) - Abstenció: 72.067 (36,04%) - Nuls: 692 (0,54%) - Vàlids: 127.214 - Blancs: 2.432 (1,9%) - A candidatures: 124.782    | PSE-EE      | 26.761 | 21,45% | 4        | 1   |
| Donostialdea 17 junteros                                 | - Cens: 199.973 - Votants: 127.906 (63,96%) - Abstenció: 72.067 (36,04%) - Nuls: 692 (0,54%) - Vàlids: 127.214 - Blancs: 2.432 (1,9%) - A candidatures: 124.782    | PP          | 26.476 | 21,22% | 4        | =   |
| Donostialdea 17 junteros                                 | - Cens: 199.973 - Votants: 127.906 (63,96%) - Abstenció: 72.067 (36,04%) - Nuls: 692 (0,54%) - Vàlids: 127.214 - Blancs: 2.432 (1,9%) - A candidatures: 124.782    | IU-EB       | 4.991  | 4%     | 0        | 1   |
| Donostialdea 17 junteros                                 | - Cens: 199.973 - Votants: 127.906 (63,96%) - Abstenció: 72.067 (36,04%) - Nuls: 692 (0,54%) - Vàlids: 127.214 - Blancs: 2.432 (1,9%) - A candidatures: 124.782    | LV          | 915    | 0,73%  | 0        | =   |
| Donostialdea 17 junteros                                 | - Cens: 199.973 - Votants: 127.906 (63,96%) - Abstenció: 72.067 (36,04%) - Nuls: 692 (0,54%) - Vàlids: 127.214 - Blancs: 2.432 (1,9%) - A candidatures: 124.782    | Plazandreok | 560    | 0,45%  | 0        | =   |
| Oria 9 junteros                                          | - Cens: 104.569 - Votants: 71.063 (67,96%) - Abstenció: 33.506 (32,04%) - Nuls: 1.283 (1,81%) - Vàlids: 69.780 - Blancs: 942 (1,33%) - A candidatures: 68.838      | EAJ-PNV/EA  | 26.904 | 39,08% | 4        | 1a  |
| Oria 9 junteros                                          | - Cens: 104.569 - Votants: 71.063 (67,96%) - Abstenció: 33.506 (32,04%) - Nuls: 1.283 (1,81%) - Vàlids: 69.780 - Blancs: 942 (1,33%) - A candidatures: 68.838      | EH          | 23.063 | 33,5%  | 3        | =b  |
| Oria 9 junteros                                          | - Cens: 104.569 - Votants: 71.063 (67,96%) - Abstenció: 33.506 (32,04%) - Nuls: 1.283 (1,81%) - Vàlids: 69.780 - Blancs: 942 (1,33%) - A candidatures: 68.838      | PSE-EE      | 9.467  | 13,75% | 1        | =   |
| Oria 9 junteros                                          | - Cens: 104.569 - Votants: 71.063 (67,96%) - Abstenció: 33.506 (32,04%) - Nuls: 1.283 (1,81%) - Vàlids: 69.780 - Blancs: 942 (1,33%) - A candidatures: 68.838      | PP          | 6.614  | 9,61%  | 1        | 1   |
| Oria 9 junteros                                          | - Cens: 104.569 - Votants: 71.063 (67,96%) - Abstenció: 33.506 (32,04%) - Nuls: 1.283 (1,81%) - Vàlids: 69.780 - Blancs: 942 (1,33%) - A candidatures: 68.838      | IU-EB       | 2.256  | 3,28%  | 0        | =   |
| Oria 9 junteros                                          | - Cens: 104.569 - Votants: 71.063 (67,96%) - Abstenció: 33.506 (32,04%) - Nuls: 1.283 (1,81%) - Vàlids: 69.780 - Blancs: 942 (1,33%) - A candidatures: 68.838      | LV          | 360    | 0,52%  | 0        | =   |
| Oria 9 junteros                                          | - Cens: 104.569 - Votants: 71.063 (67,96%) - Abstenció: 33.506 (32,04%) - Nuls: 1.283 (1,81%) - Vàlids: 69.780 - Blancs: 942 (1,33%) - A candidatures: 68.838      | Plazandreok | 174    | 0,25%  | 0        | =   |

a Respecte dels resultats que obtingueren el PNB i EA per separat en 1995.

b Respecte dels resultats que obtingué Herri Batasuna en 1995.

### Biscaia
| ← Eleccions a les Juntes Generals de Biscaia de 1999 → | |            |        |        |           |     |
| Comarques                                              | Cens | Partit     | Vots   | %      | Apoderats | +/- |
| Bilbao 16 apoderats                                    | - Cens: 313.356 - Votants: 190.105 (60,67%) - Abstenció: 123.251 (39,33%) - Nuls: 1.332 (0,7%) - Vàlids: 188.773 - Blancs: 2.913 (1,53%) - A candidatures: 185.860 | EAJ-PNV/EA | 60.069 | 32,32% | 6         | 1a  |
| Bilbao 16 apoderats                                    | - Cens: 313.356 - Votants: 190.105 (60,67%) - Abstenció: 123.251 (39,33%) - Nuls: 1.332 (0,7%) - Vàlids: 188.773 - Blancs: 2.913 (1,53%) - A candidatures: 185.860 | PP         | 49.415 | 26,59% | 5         | 1   |
| Bilbao 16 apoderats                                    | - Cens: 313.356 - Votants: 190.105 (60,67%) - Abstenció: 123.251 (39,33%) - Nuls: 1.332 (0,7%) - Vàlids: 188.773 - Blancs: 2.913 (1,53%) - A candidatures: 185.860 | PSE-EE     | 33.285 | 17,91% | 3         | =   |
| Bilbao 16 apoderats                                    | - Cens: 313.356 - Votants: 190.105 (60,67%) - Abstenció: 123.251 (39,33%) - Nuls: 1.332 (0,7%) - Vàlids: 188.773 - Blancs: 2.913 (1,53%) - A candidatures: 185.860 | EH         | 24.370 | 13,11% | 2         | 1b  |
| Bilbao 16 apoderats                                    | - Cens: 313.356 - Votants: 190.105 (60,67%) - Abstenció: 123.251 (39,33%) - Nuls: 1.332 (0,7%) - Vàlids: 188.773 - Blancs: 2.913 (1,53%) - A candidatures: 185.860 | IU-EB      | 9.861  | 5,31%  | 0         | 1   |
| Bilbao 16 apoderats                                    | - Cens: 313.356 - Votants: 190.105 (60,67%) - Abstenció: 123.251 (39,33%) - Nuls: 1.332 (0,7%) - Vàlids: 188.773 - Blancs: 2.913 (1,53%) - A candidatures: 185.860 | ICV-EHE    | 7.252  | 3,9%   | 0         | 2   |
| Busturia-Uribe 12 apoderats                            | - Cens: 226.675 - Votants: 156.377 (68,99%) - Abstenció: 70.298 (31,01%) - Nuls: 1.265 (0,81%) - Vàlids: 155.112 - Blancs: 2.306 (1,47%) - A candidatures: 152.806 | EAJ-PNV/EA | 73.266 | 47,95% | 6         | 1a  |
| Busturia-Uribe 12 apoderats                            | - Cens: 226.675 - Votants: 156.377 (68,99%) - Abstenció: 70.298 (31,01%) - Nuls: 1.265 (0,81%) - Vàlids: 155.112 - Blancs: 2.306 (1,47%) - A candidatures: 152.806 | EH         | 32.595 | 21,33% | 3         | 1b  |
| Busturia-Uribe 12 apoderats                            | - Cens: 226.675 - Votants: 156.377 (68,99%) - Abstenció: 70.298 (31,01%) - Nuls: 1.265 (0,81%) - Vàlids: 155.112 - Blancs: 2.306 (1,47%) - A candidatures: 152.806 | PP         | 25.792 | 16,88% | 2         | =   |
| Busturia-Uribe 12 apoderats                            | - Cens: 226.675 - Votants: 156.377 (68,99%) - Abstenció: 70.298 (31,01%) - Nuls: 1.265 (0,81%) - Vàlids: 155.112 - Blancs: 2.306 (1,47%) - A candidatures: 152.806 | PSE-EE     | 15.115 | 9,89%  | 1         | =   |
| Busturia-Uribe 12 apoderats                            | - Cens: 226.675 - Votants: 156.377 (68,99%) - Abstenció: 70.298 (31,01%) - Nuls: 1.265 (0,81%) - Vàlids: 155.112 - Blancs: 2.306 (1,47%) - A candidatures: 152.806 | IU-EB      | 5.173  | 3,39%  | 0         | =   |
| Busturia-Uribe 12 apoderats                            | - Cens: 226.675 - Votants: 156.377 (68,99%) - Abstenció: 70.298 (31,01%) - Nuls: 1.265 (0,81%) - Vàlids: 155.112 - Blancs: 2.306 (1,47%) - A candidatures: 152.806 | ICV-EHE    | 411    | 0,27%  | 0         | =   |
| Durango-Arratia 9 apoderats                            | - Cens: 175.179 - Votants: 117.559 (67,11%) - Abstenció: 57.620 (32,89%) - Nuls: 1.127 (0,96%) - Vàlids: 116.432 - Blancs: 1.644 (1,4%) - A candidatures: 114.888  | EAJ-PNV/EA | 44.641 | 38,86% | 4         | =a  |
| Durango-Arratia 9 apoderats                            | - Cens: 175.179 - Votants: 117.559 (67,11%) - Abstenció: 57.620 (32,89%) - Nuls: 1.127 (0,96%) - Vàlids: 116.432 - Blancs: 1.644 (1,4%) - A candidatures: 114.888  | EH         | 23.863 | 20,77% | 2         | 1b  |
| Durango-Arratia 9 apoderats                            | - Cens: 175.179 - Votants: 117.559 (67,11%) - Abstenció: 57.620 (32,89%) - Nuls: 1.127 (0,96%) - Vàlids: 116.432 - Blancs: 1.644 (1,4%) - A candidatures: 114.888  | PSE-EE     | 22.143 | 19,27% | 2         | =   |
| Durango-Arratia 9 apoderats                            | - Cens: 175.179 - Votants: 117.559 (67,11%) - Abstenció: 57.620 (32,89%) - Nuls: 1.127 (0,96%) - Vàlids: 116.432 - Blancs: 1.644 (1,4%) - A candidatures: 114.888  | PP         | 17.860 | 15,55% | 1         | =   |
| Durango-Arratia 9 apoderats                            | - Cens: 175.179 - Votants: 117.559 (67,11%) - Abstenció: 57.620 (32,89%) - Nuls: 1.127 (0,96%) - Vàlids: 116.432 - Blancs: 1.644 (1,4%) - A candidatures: 114.888  | IU-EB      | 5.787  | 5,04%  | 0         | 1   |
| Encartaciones 14 apoderats                             | - Cens: 261.880 - Votants: 164.289 (62,73%) - Abstenció: 97.591 (37,27%) - Nuls: 1.674 (1,02%) - Vàlids: 162.615 - Blancs: 2.823 (1,72%) - A candidatures: 159.786 | EAJ-PNV/EA | 49.792 | 31,16% | 5         | =a  |
| Encartaciones 14 apoderats                             | - Cens: 261.880 - Votants: 164.289 (62,73%) - Abstenció: 97.591 (37,27%) - Nuls: 1.674 (1,02%) - Vàlids: 162.615 - Blancs: 2.823 (1,72%) - A candidatures: 159.786 | PSE-EE     | 47.329 | 29,62% | 4         | =   |
| Encartaciones 14 apoderats                             | - Cens: 261.880 - Votants: 164.289 (62,73%) - Abstenció: 97.591 (37,27%) - Nuls: 1.674 (1,02%) - Vàlids: 162.615 - Blancs: 2.823 (1,72%) - A candidatures: 159.786 | PP         | 28.156 | 17,62% | 2         | =   |
| Encartaciones 14 apoderats                             | - Cens: 261.880 - Votants: 164.289 (62,73%) - Abstenció: 97.591 (37,27%) - Nuls: 1.674 (1,02%) - Vàlids: 162.615 - Blancs: 2.823 (1,72%) - A candidatures: 159.786 | EH         | 21.513 | 13,46% | 2         | 1b  |
| Encartaciones 14 apoderats                             | - Cens: 261.880 - Votants: 164.289 (62,73%) - Abstenció: 97.591 (37,27%) - Nuls: 1.674 (1,02%) - Vàlids: 162.615 - Blancs: 2.823 (1,72%) - A candidatures: 159.786 | IU-EB      | 11.884 | 7,44%  | 1         | 1   |
| Encartaciones 14 apoderats                             | - Cens: 261.880 - Votants: 164.289 (62,73%) - Abstenció: 97.591 (37,27%) - Nuls: 1.674 (1,02%) - Vàlids: 162.615 - Blancs: 2.823 (1,72%) - A candidatures: 159.786 | ICV-EHE    | 580    | 0,36%  | 0         | =   |

a Respecte dels resultats que obtingueren el PNB i EA per separat en 1995.

b Respecte dels resultats que obtingué Herri Batasuna en 1995.